# Joseph Schleimer
Joseph „Joe“ Schleimer (* 31. Mai 1909 in Mississauga, Ontario; † 23. November 1988 ebenda) war ein kanadischer Ringer. Er gewann bei den Olympischen Spielen 1936 in Berlin eine Bronzemedaille im freien Stil im Weltergewicht.

## Werdegang
Joe Schleimer war der Nachkomme deutschstämmiger Einwanderer der Volksgruppe der Gottscheer in Kanada, die aus der Unterkrain in Slowenien stammten. Er besuchte die High-School und begann in Toronto beim Verein Christlicher Junger Männer (YMCA) mit dem Ringen. Er konzentrierte sich dabei auf den damals in Kanada üblichen freien Stil.
1934 nahm er an den British Empire Games teil und siegte dort im Weltergewicht vor William Fox aus England und Rashid Anwar aus Indien.
1936 vertrat er Kanada bei den Olympischen Spielen in Berlin. Er startete wieder im Weltergewicht und kam dort in seinem ersten Kampf zu einem Sieg über Rashid Anwar aus Indien. Dann verlor er gegen Frank Lewis aus den Vereinigten Staaten und siegte über Julian Beke aus Belgien und Willy Angst aus der Schweiz. In seinem letzten Kampf verlor er gegen Thure Andersson aus Schweden. Mit diesen Ergebnissen gewann er die olympische Bronzemedaille.
Diese beiden internationalen Meisterschaften waren die einzigen, an denen er teilnahm. Es muss dabei aber berücksichtigt werden, dass es damals noch keine Weltmeisterschaften gab und das internationale Wettkampfprogramm bei weitem nicht so umfangreich war, wie heutzutage.
Nach seiner aktiven Zeit betätigte sich Joe Schleimer als Ringertrainer beim YMCA in Toronto.

## Internationale Erfolge
| Jahr | Platz  | Wettbewerb           | Gewichtsklasse | Ergebnisse |
| 1934 | 1.     | British Empire Games | Welter         | vor William Fox, England und Rashid Anwar, Indien |
| 1936 | Bronze | OS in Berlin         | Welter         | nach einem Sieg über Rashid Anwar, einer Niederlage gegen Frank Lewis, USA, Siegen über Julian Beke, Belgien und Willy Angst, Schweiz und einer Niederlage gegen Thure Andersson, Schweden |

Erläuterungen
- alle Wettkämpfe im freien Stil
- OS = Olympische Spiele
- Weltergewicht, damals bis 72 kg Körpergewicht